# Oleksandrija
Oleksandrija (ukrainsk: Олександрі́я, russisk: Александри́я) er en by beliggende i Oleksandríja rajon, Kirovohrad oblast (region) i det centrale Ukraine. Administrativt fungerer Oleksandriia som administrationscenter for Oleksandríja rajon (distrikt). Oleksandríja er også vært for administrationen af Oleksandríja hromada, en af Ukraines hromadaer. 
I 2001 havde den et indbyggertal på 93.357, og inklusive landsbyerne (selo) og bebyggelserne i bykommunen et indbyggertal på 103.856. 
Byen har dag en befolkning på omkring 76.097 (2022) indbyggere.